# 阿德里安·沃伊內亞
阿德里安·沃伊内亞（Adrian Voinea，1974年8月6日—）是一位羅馬尼亞職業網球運動員，1993年轉職業，2003年正式退役。职业生涯期间，他曾代表国家参加戴维斯杯。

## 外部連結
- 阿德里安·沃伊內亞（英文/西班牙文）的官方資料
- 阿德里安·沃伊內亞的國際網球總會 職業／青少年 官方資料（英文）
- 阿德里安·沃伊內亞的官方資料（英文）